# Flora (Apayao)
Pour les articles homonymes, voir Flora.
Flora est une municipalité de la province d’Apayao, aux Philippines.